# Elly de Graaf
Elly de Graaf (Werkendam, 6 augustus 1954) is een Nederlands actrice, vooral bekend door de televisiesoap Goede tijden, slechte tijden.
De Graaf speelde al sinds 2000 op terugkerende basis in de serie de rol van de altijd zorgzame Rosa Gonzalez, de huishoudster van de familie Sanders. Haar rol was in het begin zeer beperkt, maar sinds ze Ludo Sanders (Erik de Vogel) in de serie intensief moest verzorgen, was ze vaker te zien en werd haar contract veranderd omdat ze vrijwel elke dag naar de studio moest reizen voor een langere periode, waardoor haar rol wat uitgebreider werd en ze niet alleen als huidhoudster te zien was.
Rosa Gonzalez is in de soapserie ook de moeder van Lorena Gonzalez (Gigi Ravelli). Haar personage (Rosa Gonzalez) komt in de derde aflevering van seizoen 22 te overlijden, door de aanslag op de bruiloft van Nina Sanders en Noud Alberts. Ze overlijdt in het ziekenhuis in de armen van haar dochter op het ziekenbed.
In 2012 speelde ze een klein rolletje in de film '< 3', van regisseur Sjoerd de Bont. Deze film is in 2013 te zien in onder andere Los Angeles. Vanaf augustus 2013 presenteert zij 'Bloemetje van de week', een programma bij TV73.
In het najaar van 2024 vertolkte ze de rol van schoonmaakster in de bioscoopfilm De Grote Sinterklaasfilm: Stampij in de bakkerij.

## Filmografie
| Serie                        | Rol           | Jaren     |
| ---------------------------- | ------------- | --------- |
| Goede tijden, slechte tijden | Rosa Gonzalez | 2000-2011 |